# Fortaleza de Sujumi
La fortaleza de Sujumi (en georgiano: სოხუმის ციხე; en ruso: Сухумская крепость), también conocida en su momento como Sebastopolis (en griego: Σεβαστούπολις), fue una construcción defensiva construida en el siglo II d. C. en la costa caucásica del Mar Negro, localizada actualmente en Sujumi (de iure parte en Georgia aunque de facto parte de la autoproclamada República de Abjasia).

## Situación
La fortaleza de Sujumi está ubicada en el sitio donde el terraplén de Dioscuri pasa al terraplén de Mahadzhirs, frente a sus ruinas hay un monumento a los miembros del Komsomol. La calle Voronova y la calle Abazinskaya son las que conducen a la fortaleza. 

## Historia
La fortaleza fue construida por los romanos en el siglo II como una fortificación costera, como lo demuestra la inscripción encontrada en la losa de la pared de la fortaleza en los años 80. Ésta estaba marcado con el nombre del conocido viajero y escritor Flavio Arriano, quien visitó la fortaleza de Sebastopolis en 134, en nombre del emperador romano Adriano, quien colocó esta placa con una inscripción en el muro de la fortaleza y dio la vuelta a la muralla y el foso.
El apogeo de la vida de la ciudad en Sebastopolis comienza en la segunda mitad del siglo II, durando hasta finales del siglo IV y principios del siglo V. El estudio arqueológico de Sebastopolis no fue sistemático. Sin embargo, las excavaciones de Sebastopolis demostraron una viva conexión tradicional de la cultura material de los romanos con formas de los habitantes locales anteriores y, al mismo tiempo, arrojaron una gran cantidad de cerámica de ánfora importada, laca roja y cristalería. Allí se consiguió la construcción de poderosas fortalezas con la utilizaron de mampostería romana. Todo esto sugiere que Abjasia en este período era una parte orgánica, aunque periférica, del mundo cultural romano antiguo. Cien años después de su fundación, Sebastopolis se convierte en un importante centro comercial; así lo indican los hallazgos arqueológicos, los restos de edificios residenciales, públicos y culturales encontrados en su territorio. Posteriormente, la vida en Sebastopolis se desvanece gradualmente, y al final del siglo V, la ciudad perdió toda su importancia anterior.
Durante la guerra perso-bizantina en la primera mitad del siglo VI, las murallas de la fortaleza de Sebastopolis fueron destruidas, pero en la segunda mitad del siglo VI, bajo el emperador bizantino Justiniano I, fueron restauradas. Posteriormente, en el periodo entre los siglos XI-XV, las murallas sufrieron cambios y se reconstruyeron.
A finales del siglo XVIII, la fortaleza se convirtió en la residencia del príncipe soberano de Abjasia, Kelesh Ahmed-Bey Shervashidze, asesinado el 2 de mayo de 1808. En 1810, la fortaleza fue ocupada por los rusos y los turcos abandonaron Sujumi durante muchos años. En los años 30 del siglo XIX, la guarnición de la fortaleza estaba formada por dos compañías de infantería y un equipo de artillería de fortaleza. En el interior había varios edificios que estaban debajo de la muralla de la fortaleza. Detrás de la puerta sur había dos hileras de tiendas. Las fortificaciones estaban rodeadas de pantanos infestados de mosquitos de la malaria
En ese momento, la fortaleza de Sujumi era una plaza regular rodeada por un muro alto y grueso, un edificio bastante fuerte, destruido en algunos lugares por el tiempo, en parte por los turcos que ocuparon Sujumi durante la Guerra de Crimea. En 1858, bajo el mando del sultán Murad V, los otomanos reconstruyeron la fortaleza de Sujumi y la convirtieron en su base militar, como lo demuestra la inscripción tallada sobre la puerta. Cavaron zanjas profundas a lo largo de los muros de la fortaleza, las recubrieron con piedra y las llenaron de agua, denominando a la fortaleza Sujumkale. 
El reforzamiento de la opresión colonial del zarismo provocó en 1866 un levantamiento popular que estalló en la parte noroeste de Abjasia. Alrededor de 2 mil rebeldes se acercaron a Sujumi y ocuparon la ciudad el 28 de julio. La guarnición real, encerrada en la fortaleza, contuvo a duras penas la embestida de los abjasios; solo llegaron ocho mil refuerzos a tiempo para ayudar a los sitiados, suficientes para evitar que los rebeldes tomaran la fortaleza y salvar a la guarnición de la derrota. El 20 de agosto, los campesinos insurgentes tuvieron que deponer las armas. Sus líderes (Khanashv Kalgi, Kakuchal-ipa y Kizilbek Margania) fueron fusilados en el muro de la fortaleza a principios de diciembre de 1866.
Durante la guerra ruso-turca de 1877-1878. los turcos ocuparon Sujumi y, durante su retirada, saquearon completamente la ciudad y robaron los objetos de valor histórico de la fortaleza de Sujumi: por ejemplo, se llevaron de la fortaleza una fuente de mármol ricamente ornamentada que recuerda a la "fuente de lágrimas" de Bajchisarái, cantada por Mickiewicz y Pushkin. La fuente sigue en pie en el patio del antiguo palacio de Topkapı del sultán en Estambul. 
Después de la guerra ruso-turca, la fortaleza se convirtió en prisión. En un principio, se adaptaron antiguos baluartes de piedra y construcciones de madera para el encierro de los prisioneros, y a finales del siglo XIX los presos políticos eran recluidos en celdas especialmente construidas.
Durante la revolución rusa de 1905. los bolcheviques Sergó Ordzhonikidze y otros buscaron refugio en la fortaleza.

## Galería

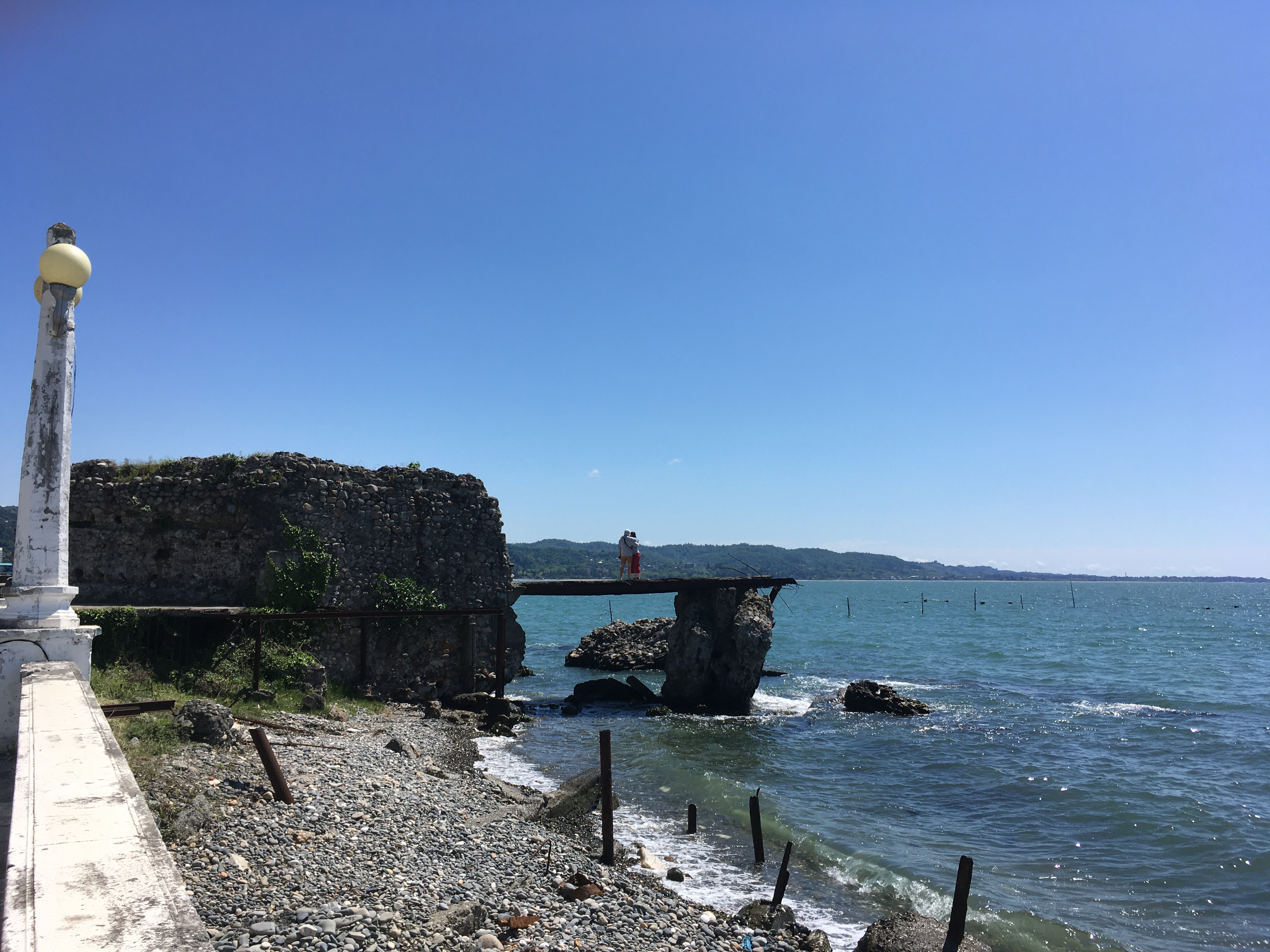
Ruinas de la fortaleza junto al mar
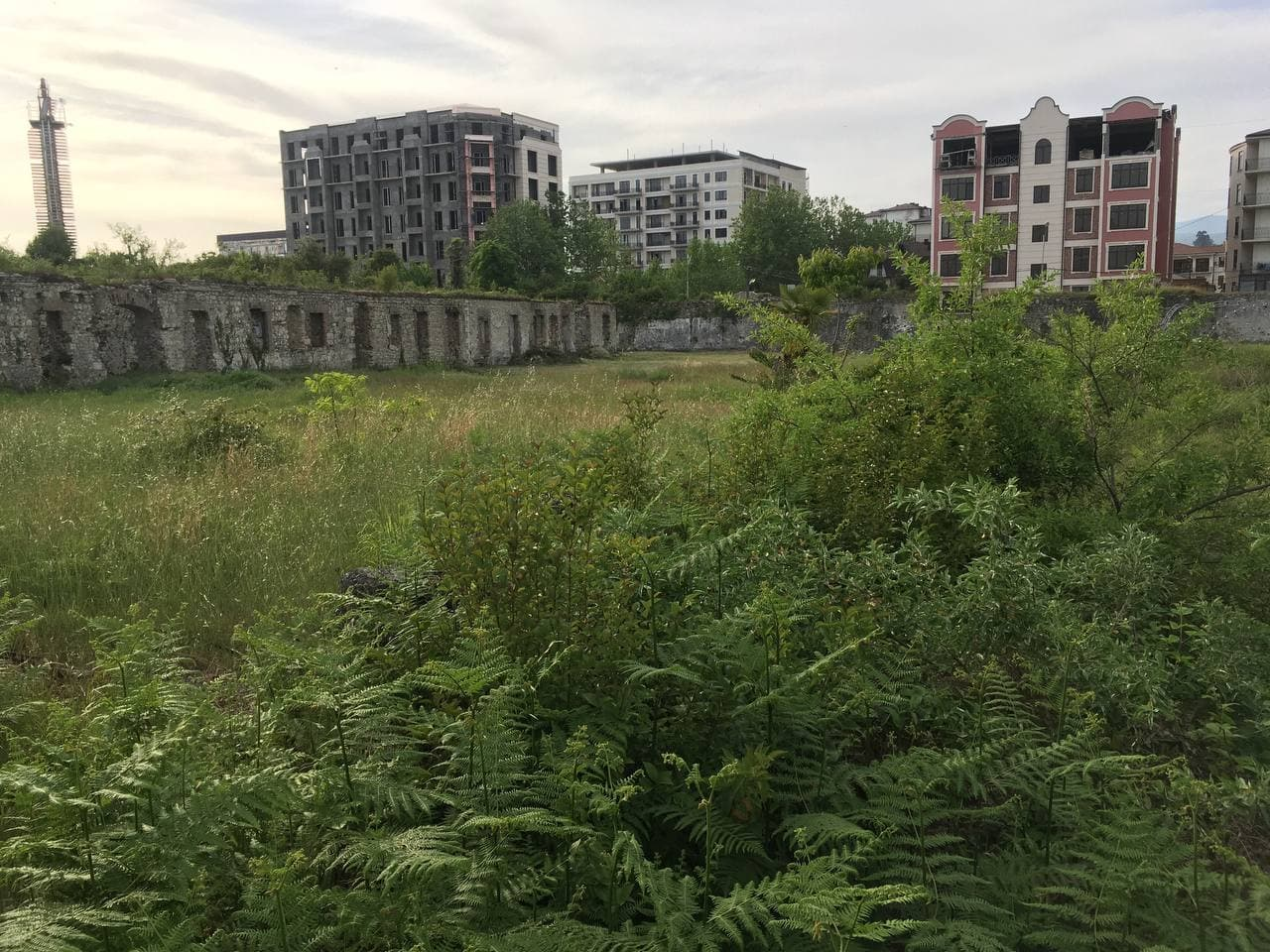
Interior del recinto conservado de la fortaleza